# Puyoô
Puyoô település Franciaországban, Pyrénées-Atlantiques megyében. Lakosainak száma 1089 fő (2022. január 1.). Puyoô Habas, Ossages, Bellocq, Lahontan és Ramous községekkel határos.

## Népesség
A település népességének változása:
| Lakosok száma | 1203 | 1154 | 1158 | 1133 | 1132 | 1125 | 1108 | 1098 | 1089 |
|               | 2013 | 2015 | 2016 | 2017 | 2018 | 2019 | 2020 | 2021 | 2022 |